# Gmina Stary Brus
Die Gmina Stary Brus ist eine Landgemeinde im Powiat Włodawski der Woiwodschaft Lublin in Polen. Ihr Sitz ist das gleichnamige Dorf mit etwa 450 Einwohnern.

## Gliederung
Zur Landgemeinde (gmina wiejska) Stary Brus gehören folgende Ortschaften mit einem Schulzenamt:
Dębina
Dominiczyn
Hola
Kamień
Kołacze
Laski Bruskie
Lubowierz
Marianka
Nowiny
Nowy Brus
Skorodnica
Stary Brus
Wołoskowola
Zamołodycze
Weitere Orte der Gemeinde sind Helenin, Kułaków, Mietułka, Pieńki, Szmokotówka und Wielki Łan.